# Casa Stefan Zweig

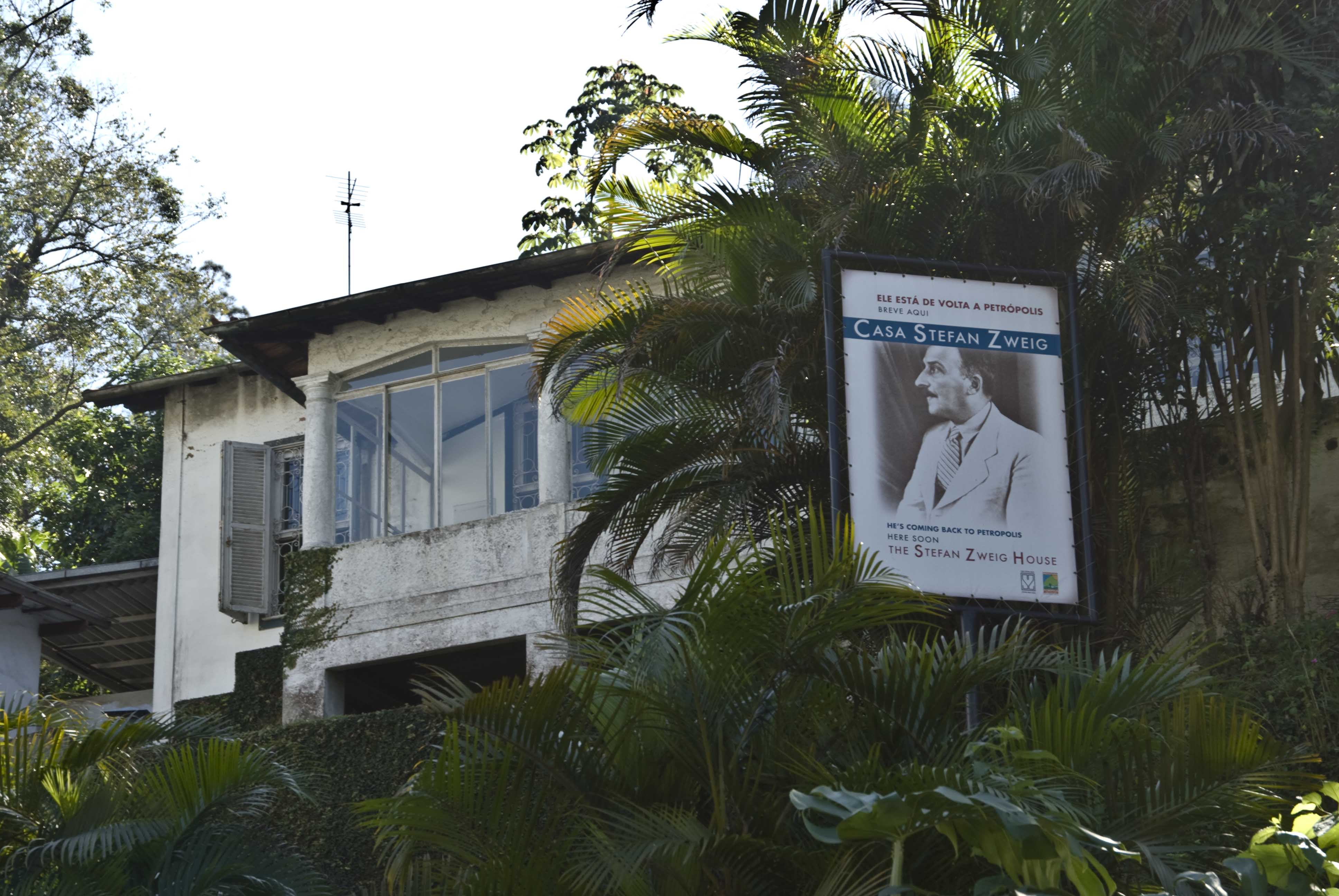
Le musée futur Stefan Zweig à Petrópolis (Brésil).

La Casa Stefan Zweig est une association d'utilité publique et de droit privée, fondée en 2006 par un groupe de particuliers. Le but des fondateurs était la création d'un musée consacré à l'écrivain Stefan Zweig dans son dernier domicile à Petrópolis (Brésil).

## Maison

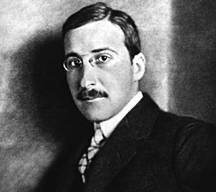
Stefan Zweig vers 1900.

Stefan Zweig y a habité avec sa deuxième épouse, Lotte, pendant cinq mois, avant que tous deux ne se suicident ensemble en février 1942. Pendant ce séjour Stefan Zweig a remanié son autobiographie Le Monde d'hier. Souvenirs d'un Européen et écrit son essai sur Montaigne. L'association Casa Stefan Zweig a acquis la maison, et chargé l'architecte Miguel Pinto Guimarães de la rénover afin de la transformer en musée.

## Musée
Le musée a aussi pour vocation d'être un mémorial de l'exil pour les artistes, intellectuels, scientifiques et autres Européens ayant fui le national-socialisme en allant au Brésil, comme Stefan Zweig, et ayant contribué à la culture, à l'art et la science. Le musée sera composé d'une bibliothèque et d'une salle de conférences. Des expositions, cocktails, concours, représentations théâtrales, projections de films, lectures et concerts ainsi que des coopérations avec des organisations partenaires comme l'Association internationale Stefan Zweig' y sont prévus.
Depuis 2008, il est possible, pour les Autrichiens, d'y effectuer leur service autrichien de la mémoire.

## Portail en ligne
Il devra être rendu la possibilité aux chercheurs et le public de consulter et contribuer des informations sur Zweig, son œuvre et la littérature d'exil en ligne. À cette fin, l'association a créé la page Web trilingue www.casastefanzweig.org.

## Gestion
Le premier président de l'association Casa Stefan Zweig est le journaliste brésilien Alberto Dines, qui est l'auteur d'une biographie de Stefan Zweig.